# فلری ۸۴۳۰
سیارک ۸۴۳۰ (به انگلیسی: 8430 Florey، نامگذاری:1997YB5) هشت هزار و چهارصد و سیمین سیارک کشف شده‌است که در ۲۵ دسامبر ۱۹۹۷ کشف شد.
قدر مطلق سیارک برابر ۱۴٫۱۰ است.